# معمای ۱۷ شتر موروثی

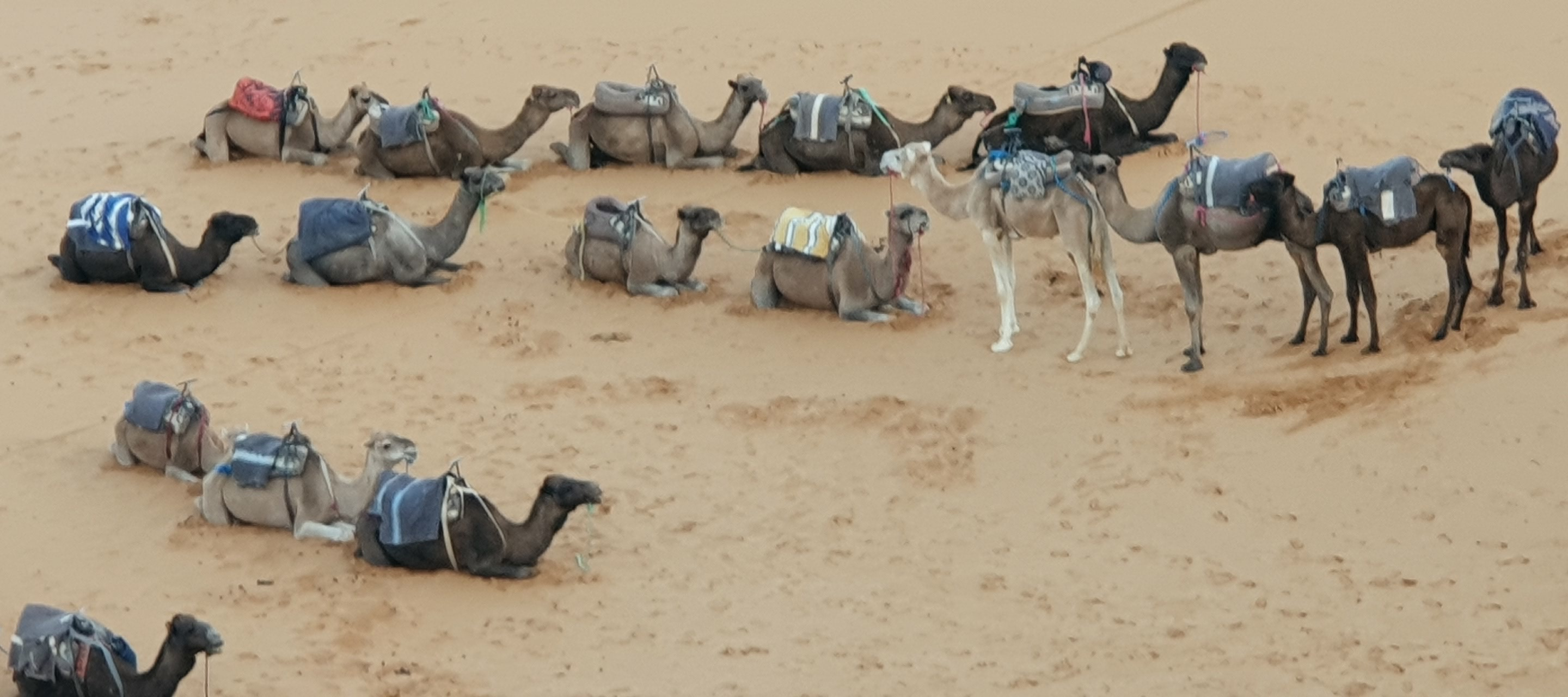
۱۷ شتر غیرقابل تقسیم

معمای ۱۷ شتر موروثی یک معمای ریاضی برای تسهیم نابرابر اما منصفانه کالاهای غیرقابل تقسیم است. این معما معمولاً به این صورت بیان می‌شود که تعدادی حیوان بزرگ (مثلاً: ۱۷ فیل، ۱۷ شتر، ۱۷ اسب و …) باید به نسبت درخواستی معین (اما نامساوی) بین چند فرد ذی‌نفع تقسیم شود.
این معما بیش از آن که یک مسئله ریاضی با راه حل شفاف باشد، حکایتی در مورد یک محاسبه عجیب است. این معما نمونه‌ای از منطق‌های فرضی است که برای حل مسائل استفاده می‌شود و با انجام اعمال تقسیم روی سرمایه فرضی، دقیقاً سرمایه ذکر شده را به ما پس می‌دهد. فراتر از ریاضیات سرگرمی یا آموزش ریاضیات، معما بیشتر به عنوان یک داستان کوتاه با معانی استعاری متفاوت تکرار شده است.
منشأ باستانی این معما اغلب مورد مناقشه است و سند تاریخی برای آن وجود ندارد، با این وجود نسخه‌ای از معما را می‌توان به آثار ملا محمد مهدی نراقی، فیلسوف قرن ۱۳ قمری (قرن ۱۸ میلادی) پیوند زد. این معما از قرن ۱۹ میلادی وارد نوشته‌های ریاضی سرگرمی غرب شد. چندین ریاضیدان این حکایت یا معما را تعمیم داده و آن را در اعدادی غیر از ۱۷ استفاده کرده‌اند.

## بیان مسئله
یکی از صورت‌بندی‌های متداول این معما اینطور است: مردی می‌میرد که ۱۷ شتر دارد و وصیتش این است که این ۱۷ شتر به این‌صورت تقسیم شود: ۱⁄۲ شترها برای پسر بزرگتر، ۱⁄۳ برای پسر وسطی و ۱⁄۹ برای پسر کوچک‌تر. با توجه به این که یک شتر قابل تقسیم نیست و اگر قرار به تقسیم کردن یک شتر باشد، ارزش مادی آن از بین می‌رود، شترها را چگونه باید بین پسرها تسهیم کرد؟

## راه حل

تصویر حل معمای ۱۷ شتر

طبق عادات و رسوم، سه پسر برای حل مشکل خود نزد یک مقام دینی، قاضی یا معتمد شهر می‌روند تا مشکل را برایشان حل کند. مرد مورد نظر معما را این‌گونه حل می‌کند: او یک شتر خود را به آنها قرض می‌دهد تا تعداد شترها به ۱۸ برسد. سپس تقسیم را بر مبنای ۱۸ شتر می‌دهد: ۱۸ تقسیم بر ۲ می‌شود ۹ شتر (سهم پسر بزرگتر)، ۱۸ تقسیم بر ۳ می‌شود ۶ (سهم پسر وسطی) و ۱۸ تقسیم بر ۹ می‌شود ۲ (سهم پسر کوچک). اکنون جمع کسرهایی که سهم سه برادر را تعیین می‌کند، کمتر از یک است: ۱۷⁄۱۸=۱⁄۹+۱⁄۳+۱⁄۲ پس یک شتر باقی مانده است که همان شتر قرضی است و به صاحبش پس داده می‌شود.
ویژگی جالب این راه‌حل این است که هر سه پسر از سهم ارث خود راضی‌اند؛ چرا که هرکدامشان نسبت به تقسیم مستقیم عدد ۱۷ سهم بیشتری نصیبشان شده است. پسر اول باید «۱⁄۲ ۸» شتر می‌گرفت که ۹ شتر گرفت؛ پسر دوم باید «۲⁄۳ ۵» شتر دریافت می‌کرد اما ۶ شتر نصیبش شد و سهم پسر سوم نیز باید «۸⁄۹ ۱» شتر می‌بود اما ۲ شتر دریافت کرد.

## تاریخچه
مسائل مشابهی از این دست تقسیم‌های نابرابر وجود داشته که حتی پیشینه آن به دوران باستان هم بازمی‌گردد، منتها در آنها مانند این معما قرض و بازگشت شترها یا پیچاندن مسئله نبوده و این موضوع به اواخر قرن نوزدهم بازمی‌گردد. نمونه آن پاپیروس ریاضی ریند (سال‌های ۱۶۵۰ قبل از میلاد) در دوران مصر باستان است که در آن نحوه تسهیم ۷۰۰ نان به دو نسبت معین ۱⁄۲ و ۲⁄۳ (یا به‌صورت متناظر ۱⁄۴ و ۱⁄۳) حل شده.
معمای ۱۷ حیوان می‌تواند نمونه‌ای از مسئله تکمیل یکپارچگی در نظر گرفته شود، این ایده در حل مسائل موجود در پاپیروس ریاضی ریند نیز وجود داشت که مجموعه‌ای از کسرها به کمتر از یک اضافه می‌شد تا دقیقاً برابر یک شود. نمونهٔ تاریخی دیگر از مسائل وراثت به صورت کسرهای درخواستی را پوبلیوس یوونتیوس کلسوس نقل کرده است؛ پرونده‌ای در امپراتوری روم که سالویوس یولیانوس در مورد آن تصمیم‌گیری کرده بود. در این پرونده مردی به همسر باردارش وصیت می‌کند که اگر بچه پسر باشد او ۱⁄۸ و پسر ۲⁄۸ ارثش را دریافت کند و اگر دختر باشد او ۲⁄۸ و دختر ۱⁄۸ دریافت کند. مرد می‌میرد ولی دوقلو به دنیا می‌آید، سالویوس یولیانوس به عنوان قاضی تصمیم می‌گیرد که عمل تقسیم را اینگونه انجام دهد: او دارایی مرد را به هفت قسمت تبدیل می‌کند و چهار قسمت را به پسر، دو قسمت را به همسر و یکی را به دختر می‌دهد.  مشکلات ناشی از تقسیم درست عناصر غیرقابل تقسیم به نسبت‌های مشخص، علاوه بر مسائل ارثی، در مسائل مربوط به تخصیص کرسی‌های پارلمان در نظام انتخاباتی تناسباتی نیز وجود دارد.
بسیاری از مسائل مشابه تقسیم کسری از ریاضیات قدیم جهان اسلام نیز وجود داشته است، اما به نظر نمی‌رسد که داستان ۱۷ شتر بخشی از ریاضیات کلاسیک عربی-اسلامی باشد. منشأ فرضی تأیید شده‌ای نیز در کارهای خوارزمی، فیبوناچی یا تارتالیا وجود ندارد. همچنین این معما صرفاً به عنوان یک افسانه به بیربال، وزیر امپراتوری مغول در قرن شانزدهم، نیز نسبت داده شده است. قدیمی‌ترین سند مربوط به این معما که در آن از ۱۷ شتر استفاده شده، توسط پیر آگرون، در آثار ملا محمد مهدی نراقی، فیلسوف مسلمان قرن هجدهم میلادی پیدا شده است که در آن عده‌ای که گرفتار این معما شده‌اند برای قضاوت نزد علی بن ابی‌طالب می‌آیند و او این معما را برایشان حل می‌کند. اسد الله تستری یا شوشتری (حدود۱۱۸۶- ۱۲۳۴ق) نیز، که هم‌عصر نراقی است، در کتابی با نام قضاوت‌های علی بن ابی‌طالب این داستان را نقل کرده‌است؛ شوشتری در کتابش این ماجرا را از کتاب بدیعیه اثر اسماعیل ابن مقری، قاضی و ادیب یمنی (۷۵۴- ۸۳۷ق) نقل می‌کند.
این معما در آمریکا با انتشار سفرنامهٔ بین‌النهرین، نوشتهٔ جیمز فیلیپس فلچر در دهه ۱۸۵۰ رواج پیدا کرد. این معما در سال ۱۸۵۹ در ماهنامه ریاضی چاپ شد. همچنین یک نسخه از آن با ۱۷ فیل تحت عنوان یک معمای چینی در کتاب هانکی پانکی: رمز و رازهای احضار (چاپ لندن، ۱۸۷۲)، گنجانده شد. در اواخر قرن نوزدهم و اوایل قرن بیستم در آثار کسانی چون: هنری دودنی، سم لوید، ادوارد لوکاس، پروفسور هافمن، امیل فوره و سایر اندیشمندان، معماهای مشابهی طرح شد. نسخه‌ای دیگر نیز با ۱۷ اسب به عنوان فولکلور یا باور مردمی در آمریکا رواج یافت.
شیوهٔ دیگری از این معما هم گفته شده که در آن تعداد ۱۱ شتر هست که باید به نسبت ۱⁄۲، ۱⁄۴، ۱⁄۶ تقسیم شود. نسخه‌ای دیگر از معما در کتاب «مردی که می‌شمارد» یک کتاب معمایی ریاضی که به زبان پرتغالی توسط ژولیو سزار دِ ملو ئی سوزا نوشته شده، تعداد شترها را ۳۵ عدد اعلام کرده و همان نسبت‌های ۱۷ شتر را درخواست کرده است. پس از آن که قهرمان داستان یک شتر به امانت می‌دهد و تعداد شترها به ۳۶ عدد می‌رسد، آنها را بین سه نفر تقسیم می‌کند و دو شتر باقی می‌ماند؛ شتر قهرمان به او بازگردانده می‌شود و شتر باقی‌مانده نیز به عنوان جایزه زیرکی به او داده می‌شود. در یادداشت‌های ترجمهٔ انگلیسی کتاب، به نسخهٔ ۱۷ شتری کتاب در آثار فوری و گاستون بوچنی (۱۹۳۹) اشاره شده است.
فراتر از ریاضیات سرگرمی، این معما به عنوان بخشی از دروس ریاضی در مدارس یا به عنوان داستان کوتاه با اخلاقیات متنوع در دین، قانون، اقتصاد، سیاست و حتی به عنوانی توضیحی عامیانه برای کاتالیزور در شیمی نیز استفاده شده است.

## تعمیم مسئله
پاول استاکمایر، محقق علوم کامپیوتر گروهی از معماهای مشابه را برای هر تعداد حیوان تعریف می‌کند. او برای هر n حیوان، معماهای مشابهی را طرح می‌کند که به نوبه خود n این ویژگی را دارد که به عنوان مجموعی از مقسوم علیه‌های متمایز {\displaystyle d_{1},d_{2},\dots } بر {\displaystyle n+1} نوشته شود.
{\displaystyle {\frac {d_{1}}{n+1}},{\frac {d_{2}}{n+1}},\dots .}
چون که اعداد {\displaystyle d_{i}} برای تقسیم بر {\displaystyle n+1} انتخاب شده‌اند، همهٔ کسرها به  کسرهای واحد ساده می‌شوند. وقتی که سهم قاضی همراه با سایر سهم‌ها و{\displaystyle {\frac {1}{n+1}}} جمع شود، با همدیگر کسرهای مصری را می‌سازند که سرجمع عدد یک از آنها به دست می‌آید. رقم شترهایی که می‌توانند مبنای این چنین معما قرار گیرند (یعنی اعداد {\displaystyle n} که به عنوان مجموع مقسوم علیه‌های تقسیم متفاوت باشد)، تشکیل دنباله صحیح می‌دهند:
اس. نارانان، فیزیکدان هندی، به دنبال گروه محدودتری از معماهای تعمیم یافته، تنها با سه جمله و {\displaystyle n+1} برابر با کوچک‌ترین مضرب مشترک (ک.م. م) مخرج سه کسر واحد، تنها هفت عدد پیدا کرد که به صورت سه بخشی شرایط مورد نظر را داشته باشند.
دو محقق برزیلی، مارسیو لوئیس فریرا ناسیمنتو و لوئیس بارکو، مسئله را بیشتر تعمیم می‌دهند. به عنوان مثال در مواردی ممکن است بیش از یک شتر قرض داده شود و تعداد شترهای برگردانده شده، بیشتر از تعداد قرضی باشد.

## یادداشت
1. ↑  یعنی مخرج مشترک گرفته و جمع مورد نظر کمتر از یک شده.
2. ↑  i، در اینجا یعنی هرعدد دلخواه.
3. ↑  کسر واحد منظور همان کسری است که صورت آن یک و مخرج آن هر عدد طبیعی مثبت است.